# 塔蒂語 (伊朗)
塔蒂語（塔蒂語：تاتی زبون, Tâti Zobun；Tati language (Iran)）是伊朗西北部的一種語言，與伊朗塔特人使用的塔里什語、馬贊德蘭語和吉拉基語密切相關。它在很大程度上與波斯語相互理解。而塔蒂語是伊朗西北部的一個亞群。

## 參閱
- 阿爾維里-維達里語（英语：Alviri-Vidari language）
- 塔特人（英语：Tat people (Iran)）
- 西伊朗語言（英语：Western Iranian languages）

## 外部連結
- Iranica entry on Eshtehārdi, one of Tati dialects
- Windfuhr: New West Iranian （页面存档备份，存于）
- Grammar of the Talysh language in Russian （页面存档备份，存于）